# Sonia Zachariewa
Sonia Zachariewa (bułg. Соня Захариева, ur. 6 kwietnia 1955) – bułgarska lekkoatletka, sprinterka, halowa wicemistrzyni Europy z 1974.
Odpadła w eliminacjach biegu na 400 metrów na mistrzostwach Europy juniorów w 1973 w Duisburgu.
Zdobyła srebrny medal w sztafecie 4 × 2 okrążenia na halowych mistrzostwach Europy w 1974 w Göteborgu (sztafeta biegła w składzie: Rosica Pechliwanowa, Nikolina Szterewa, Zachariewa i Tonka Petrowa).